# Donguralesko
Donguralesko (stylizowany zapis: donGURALesko lub DonGuralEsko), właściwie Piotr Górny (ur. 8 marca 1980 w Poznaniu), znany również jako Gural, DGE, DJ Dziadzior, Giovanni, Dziadzia, Dziadzia Giovanni, Hardcorowy Papa, Osieroconych Płyt Selektor oraz Mesjasz Rapu – polski raper, producent muzyczny i przedsiębiorca. Działa na polskiej scenie hip-hopowej od 1994 roku. Współtworzył takie zespoły jak Rapscalion X, Killaz Group, Super Grupa, K.A.S.T.A., PDG Kartel, G.T.W. oraz #Bengazi. Donguralesko współpracował z takimi wykonawcami jak Tede, Sido, Matheo, Paluch, Miodu, Waldemar Kasta, Kaczor, VNM, Wdowa, Pih, Chada, Rafi, Shellerini, Fokus, Rahim, Grubson, Sitek, Pezet, Michał Urbaniak, Białas, JWP, Pablopavo, Paprodziad, Major SPZ, czy Bedoes. Od 2008 roku prowadzi firmę odzieżową El Polako.
Twórczość Donguralesko zaliczana jest do nurtu braggadocio. W tekstach nawiązywał m.in. do tematyki Bliskiego Wschodu, tematyki uchodźczej, co wiąże się z zainteresowaniem rapera kulturą, religią i stosunkami międzynarodowymi. Ponadto w tekstach nawiązuje do lokalnego patriotyzmu i demonstruje przywiązanie do rodzinnego miasta Poznania. W latach 2007–2009 prowadził wytwórnię muzyczną 5 Element.
W 2011 roku został sklasyfikowany na 7. miejscu listy 30 najlepszych polskich raperów według magazynu Machina. Rok później znalazł się na 17. miejscu analogicznej listy opublikowanej przez serwis Porcys.

## Życiorys

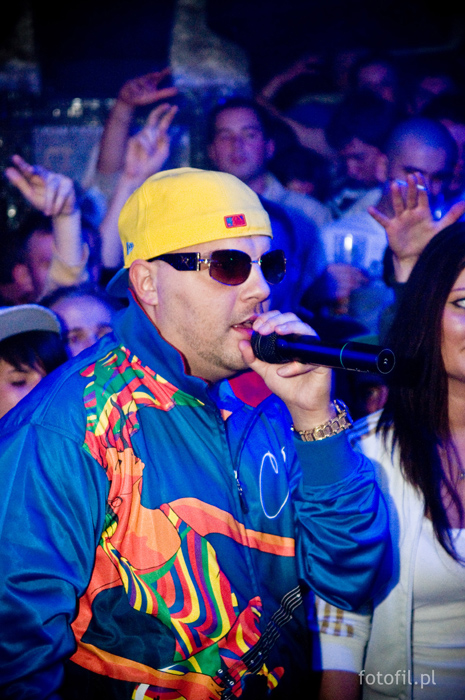
Donguralesko, 2009

### 1994–2007
Syn pisarza Andrzeja Górnego. Działalność artystyczną Donguralesko rozpoczął około 1994 roku w zespole Rapscalion X. Formację tworzyli ponadto Dominik „Kaczor” Kaczmarek, Kuk i Orzech. Wkrótce potem w niezmienionym składzie muzycy przyjęli nową nazwę – Killaz Group. W początkowym okresie działalności twórcy komponowali utwory w warunkach domowych. Cztery lata później grupa nawiązała współpracę z wytwórnią muzyczną Camey Studio nakładem której ukazała się kompilacja różnych wykonawców Robię swoje. Na wydawnictwie ukazał się utwór Killaz Group zatytułowany „Hardkor”. Również w 1998 roku nakładem własnym został wydany pierwszy album grupy zatytułowany Prawdziwość dla gry. W 2001 roku nakładem Blend Records ukazał się singel Killaz Group pt. „Zjednoczone Emiraty Poznańskie” zawierający kompozycję powstałą we współpracy z producentem muzycznym Tomaszem „Magierą” Janiszewskim. Rok później ponownie nakładem Blend Records został wydany drugim album pt. Nokaut. W międzyczasie Donguralesko przygotowywał kompozycje na debiutancki album. Płytę zwiastował wydany w 2002 roku singel pt. „Co to za miejsce?” na którym w tytułowym utworze gościnnie wystąpił DJ Haem. Pierwszy album rapera zatytułowany Opowieści z betonowego lasu ukazał się w grudniu. Gościnnie w nagraniach wzięli udział m.in. Shellerini, Koni, Kaczor i Waldemar „Wall-E” Kieliszak. Wkrótce potem Donguralesko dołączył do formacji Kieliszaka pod nazwą K.A.S.T.A. 29 listopada 2003 roku ukazał się album grupy z udziałem rapera pt. Kastatomy. Wydawnictwo było promowane piosenkami pt. „1,2,3” i „Rzucam”. 14 lutego 2005 roku nakładem wytwórni muzycznej Wielkie Joł został wydany drugi album solowy rapera pt. Drewnianej małpy rock. Gościnnie na płycie wystąpił m.in. Tede w utworze „Liryczny wandal” i Shellerini w kompozycji „Pią pią”. Natomiast muzykę przygotowali Larwa, Mixer, DJ Haem, Pióro, Kada, DJ 600V, Tabb oraz DJ Kut-O. W kwietniu 2006 roku efektem współpracy Donguralesko i Tomasza Kościelnego znanego jako DJ Kostek został wydany mixtape pt. Jointy, konserwy, muzyka bez przerwy. Płyta została zrealizowana udziałem takich gości jak: Ramona 23, Rafi, RR Brygada, Sido czy ponownie Shellerini. Również w 2006 roku Donguralesko wystąpił gościnnie na płycie popowej wokalistki Katarzyny Klich zatytułowanej Zaproszenie w utworze pt. „Kto uratuje”.

### 2007–2012
W 2007 roku raper podjął współpracę z producentem muzycznym Mateuszem „Matheo” Schmidtem z którym nagrał wydany 27 kwietnia mixtape Manewry mixtape. Z cyklu janczarskie opowieści. 14 maja po pięciu latach od wydania poprzedniej płyty ukazał się drugi album Killaz Group pt. Operacja kocia karma. Wydawnictwo, które ukazało się nakładem wytwórni 5 Element zawierało m.in. utwory z gościnnym udziałem Smokin Mo’, 4P & Onil czy Tomasza Mioduszewskiego znanego jako Miodu. 23 czerwca 2008 roku ukazał się trzeci album solowy Donguralesko pt. El Polako. Cieszące się popularnością wydawnictwo dotarło do 9. miejsca listy OLiS w Polsce. Materiał cieszył się dużą popularnością, sprzedając się w nakładzie 15 tys., lecz raper nie chciał przyjąć złotej płyty. Gościnnie na płycie wystąpili Wunder, Mechanic, S.P.O. The Hud Comanche, Tee, Kamil i Rafi. Ponadto w ramach promocji raper dał ponad 150 koncertów w Polsce, zarówno w klubach, jak i podczas festiwali. W 2009 roku na podstawie pomysłu Donguralesko powstała wytwórnia muzyczna Szpadyzor Records. 1 lipca został wydany drugi mixtape Donguralesko i Matheo pt. Inwazja porywaczy ciał. Gościnnie na płycie wystąpili m.in. Tede, Grubson oraz Pezet. W ramach promocji wydawnictwa został zrealizowany teledysk do utworu „Idziemy po swoje” zrealizowany przez wrocławską wytwórnię filmową Grupa 13. W lutym 2010 roku raper został wybrany artystą roku w plebiscycie Podsumowanie 2009 serwisu Poznanskirap.com. W maju 2010 roku w Chicago Donguralesko i Matheo z pomocą DJ Kokieta i Crystal Laiuene nagrali singla pt. „Synku jestem w budynku 2”. 11 czerwca 2010 roku odbyła się premiera nowej płyty Gurala pt. Totem leśnych ludzi. Prapremiera wydawnictwa odbyła się 25 lutego we wrocławskim Klubie Pasja. 26 listopada 2011 roku ukazał się piąty album studyjny rapera zatytułowany Zaklinacz deszczu. Album został wydany także w wersji rozszerzonej wraz z dołączoną płytą DVD. Na nośniku znalazł się film dokumentalny zatytułowany „Zaklinacz deszczu”. Na płycie gościnnie wystąpili: Miodu, Kasta, VNM, Wdowa, Brahu, Fokus, Pih, Rafi, Shellerini, RY23, Koni oraz Qlop.

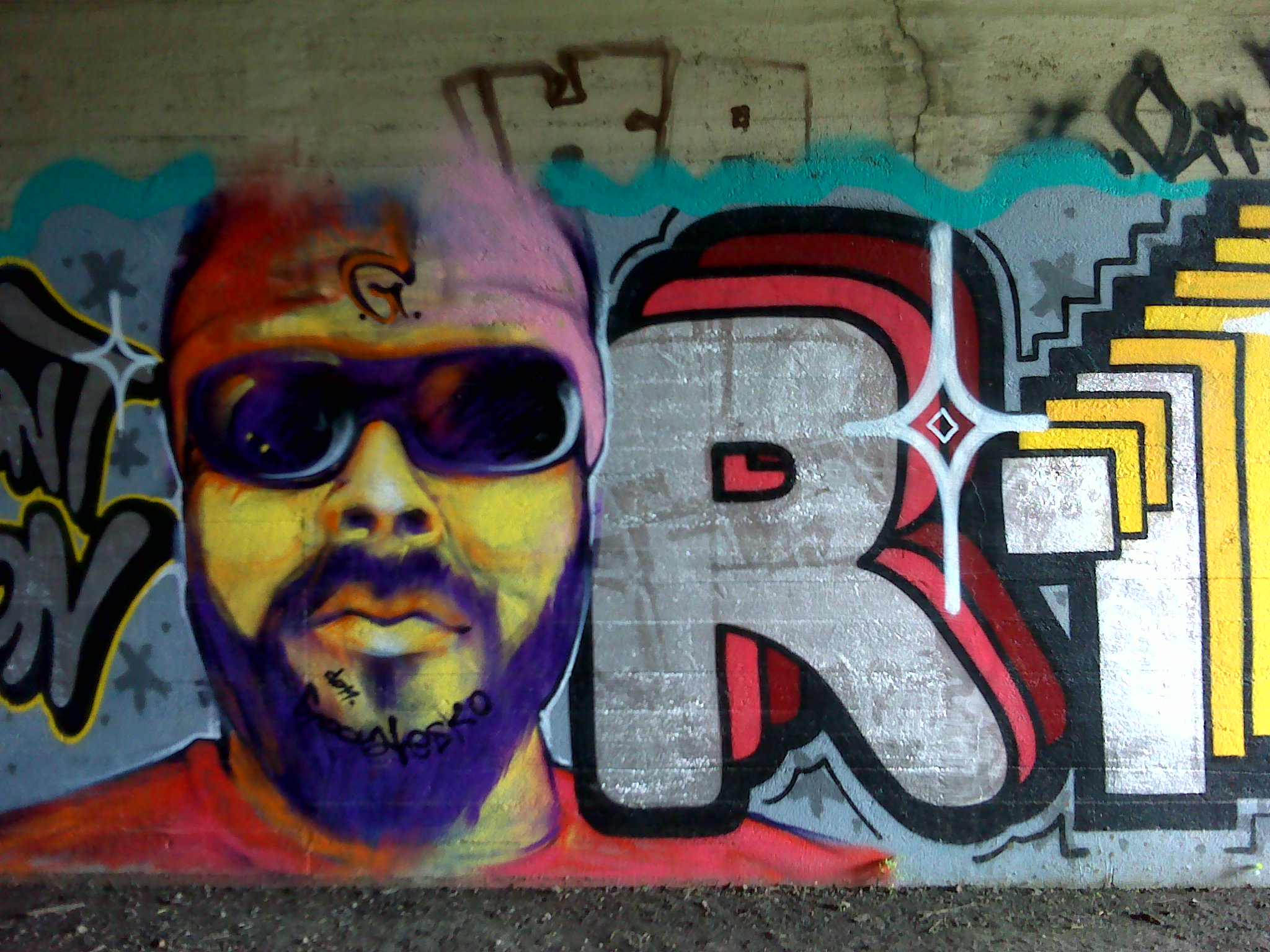
Donguralesko na muralu w tunelu pod autostradą A4

### 2012–2016
15 listopada 2012 ukazał się szósty album rapera pt. Projekt jeden z życia moment nakładem wytwórni muzycznej Szpadyzor Records. Wśród gości na płycie znaleźli się W.E.N.A., Shellerini, Sitek, Rafi, Fokus, Gruby Mielzky oraz Ry23. Nagrania dotarły do 2. miejsca zestawienia OLiS. Pochodzący z płyty utwór pt. „Chce Ci dać” został przekazany przez rapera na rzecz Rak’n’Roll Records, oficyny funkcjonującej przy fundacji pod tą samą nazwą. Dochód ze sprzedaży piosenki w formacie mp3 został przeznaczony na rzecz walki z nowotworem piersi. Materiał sprzedał się w ponad 18 tys. kopii oraz został dobrze przyjęty przez krytyków. W 2013 roku wraz z DJ Tunizianem wydaje mixtape pt. NasGuralAz. Pod koniec 2013 roku wziął udział w projekcje Bengazi. 30 czerwca 2014 roku wydał kompilacje nagrań pt. Kroniki betonowego lasu nakładem wytwórni muzycznej Szpadyzor Records. Na albumie znalazł się przekrojowy materiał obejmujący występy gościnne, jak i nagrania solowe rapera, a także dwa nowe utwory „Niesiemy dla was bombę” i „Al Bundy”. Album dotarł do 4. miejsca zestawienia OLiS. 30 listopada 2015 roku ukazał się siódmy studyjny album poznańskiego rapera pt. Magnum Ignotum: Preludium nakładem wytwórni muzycznej Szpadyzor Records. Jedyny gość na płycie to raper Małpa. Album dotarł do 2. miejsca zestawienia OLiS. 2 marca 2016 roku płyta uzyskała w Polsce status złotej, jednakże raper po raz kolejny odmówił przyjęcia wyróżnienia. Raper w wywiadzie dla VAiB poinformował, że jest to jego ostatnia płyta solowa.

### Od 2016
Po dwóch latach artysta poinformował, że jednak wraca i nagrywa single. W 2017 premierę miał album Dom otwartych drzwi który zadebiutował na trzecim miejscu zestawienia OLiS. W teledyskach do utworów „Modern Talking” oraz „Cegła w murze” wystąpili kolejno polscy aktorzy filmowi Rafał Rutkowski oraz Aleksander Machalica. W kwietniu 2019 roku po 10 latach od Inwazji porywaczy ciał ukazał się kolejny mixtape nagrany wspólnie z producentem muzycznym Matheo pt. Miłość, szmaragd i krokodyl. Na płycie znaleźli się także Shellerini, Sitek, JWP, Kaczor, P.A.F.F., DJ Frodo oraz DJ Kostek. W czerwcu tego samego roku premierę miało kolejne solowe wydawnictwo artysty pt. Latające ryby. Dotarło ono do drugiego miejsca na liście OLiS. W marcu 2020 roku Donguralesko poinformował, o tym że światło dzienne ujrzy jego nowa płyta zatytułowana Dziadzior. Zaplanowana na tydzień wcześniej premiera została przesunięta na dzień 22 maja, ze względu na sytuacje spowodowaną pandemią COVID-19. Wśród gości na płycie znaleźli się Shellerini, Miły ATZ, Pokahontaz, Paprodziad (Łąki Łan), Pablopavo, Lua Preta, Major SPZ oraz Bedoes.

## Życie prywatne
Syn powieściopisarza Andrzeja Górnego. Ma żonę Martynę, córki Sofię i Glorię oraz syna Benjamina.

## Dyskografia

### Albumy solowe
| Rok  | Album | Pozycja na liście | Sprzedaż       | Certyfikat          |
| Rok  | Album | POL               | Sprzedaż       | Certyfikat          |
| ---- | --- | ----------------- | -------------- | ------------------- |
| 2002 | Opowieści z betonowego lasu - Data: grudzień 2002 - Wydawca: Blend Records - Format: CD, kaseta                                                           | 15                |                |                     |
| 2005 | Drewnianej małpy rock - Data: 14 lutego 2005 - Wydawca: Wielkie Joł - Format: CD                                                                          | 50                |                |                     |
| 2008 | El Polako - Data: 23 czerwca 2008 - Wydawca: 5 Element - Format: CD, LP                                                                                   | 9                 | - POL: 15 000+ |                     |
| 2010 | Totem leśnych ludzi - Data: 11 czerwca 2010 - Wydawca: Szpadyzor Records - Format: CD, LP, digital download                                               | 1                 |                |                     |
| 2011 | Zaklinacz deszczu - Data: 26 listopada 2011 - Wydawca: Szpadyzor Records - Format: CD, LP, digital download                                               | 13                |                |                     |
| 2012 | Projekt jeden z życia moment - Data: 15 listopada 2012 - Wydawca: Szpadyzor Records - Format: CD, digital download                                        | 2                 | - POL: 18 600+ |                     |
| 2014 | Kroniki betonowego lasu - Data: 30 czerwca 2014 - Wydawca: Szpadyzor Records - Format: CD, digital download                                               | 4                 |                |                     |
| 2015 | Magnum Ignotum: Preludium - Data: 20 listopada 2015 - Wydawca: Szpadyzor Records - Format: CD, digital download                                           | 2                 | - POL: 15 000+ | - ZPAV: złota płyta |
| 2017 | Dom otwartych drzwi - Data: 24 listopada 2017 - Wydawca: Szpadyzor Records - Format: CD, digital download                                                 | 3                 | - POL: 15 000+ | - ZPAV: złota płyta |
| 2019 | Latające ryby - Data: 7 czerwca 2019 - Wydawca: Shpady - Format: CD, digital download                                                                     | 2                 | - POL: 15 000+ | - ZPAV: złota płyta |
| 2020 | Dziadzior - Data: 22 maja 2020 - Wydawca: Shpady - Format: CD, digital download                                                                           | 1                 | - POL: 15 000+ | - ZPAV: złota płyta |
| 2021 | Utwory rapowane, których można słuchać w domu, w aucie, albo w jakimś innym miejscu - Data: 28 maja 2021 - Wydawca: Shpady - Format: CD, digital download | 2                 |                |                     |
| 2022 | Mowa ciemna - Data: 20 maja 2022 - Wydawca: Shpady - Format: CD, digital download                                                                         | 2                 |                |                     |
| 2023 | Ucieczka z kina wolność - Data: 26 maja 2023 - Wydawca: Shpady - Format: CD, digital download                                                             | 1                 |                |                     |
| 2024 | Miejskie ptaki - Data: 17 maja 2024 - Wydawca: Shpady - Format: CD, digital download                                                                      | 2                 |                |                     |
| 2025 | Atlas - Data: 16 maja 2025 - Wydawca: Shpady - Format: CD, digital download                                                                               | 2                 |                |                     |

### Mixtape’y
| Rok                                                     | Album | Pozycja na liście | Certyfikat          |
| Rok                                                     | Album | POL               | Certyfikat          |
| ------------------------------------------------------- | --- | ----------------- | ------------------- |
| 2006                                                    | Jointy, konserwy, muzyka bez przerwy (oraz DJ Kostek) - Data: kwiecień 2006 - Wytwórnia: 5 Element         | –                 |                     |
| 2007                                                    | Manewry mixtape. Z cyklu janczarskie opowieści (oraz Matheo) - Data: 27 kwietnia 2007 - Wydawca: 5 Element | –                 |                     |
| 2009                                                    | Inwazja porywaczy ciał (oraz Matheo) - Data: 1 lipca 2009 - Wydawca: Szpadyzor Records                     | 13                |                     |
| 2013                                                    | NasGuralAz (oraz DJ Tuniziano) - Data: 26 kwietnia 2013 - Wydawca: Szpadyzor Records                       | –                 |                     |
| 2019                                                    | Miłość, szmaragd i krokodyl (oraz Matheo) - Data: 1 kwietnia 2019 - Wytwórnia: Shpady                      | 1                 | - ZPAV: złota płyta |
| 2020                                                    | Vrony i Pro-tony (oraz Matheo) - Data: 4 grudnia 2020 - Wytwórnia: Shpady                                  | 7                 |                     |
| 2021                                                    | Trinity (oraz Shellerini i Tailorcut) - Data: 17 grudnia 2021 - Wytwórnia: Shpady                          | –                 |                     |
| „–” oznacza, że album nie był notowany na danej liście. | |                   |                     |

### Single
| Rok                         | Tytuł                                                     | Pozycja na liście | Certyfikat          | Album                        |
| Rok                         | Tytuł                                                     | HIP-HOP           | Certyfikat          | Album                        |
| --------------------------- | --------------------------------------------------------- | ----------------- | ------------------- | ---------------------------- |
| 2002                        | „Co to za miejsce?”                                       | –                 |                     | Opowieści z betonowego lasu  |
| 2008                        | „Drań”                                                    | –                 |                     | El Polako                    |
| 2010                        | „Palę majki”                                              | –                 |                     | Totem leśnych ludzi          |
| 2011                        | „Zaklinacz deszczu nadchodzi”                             | –                 |                     | Zaklinacz deszczu            |
| 2012                        | „Trochę czasu”                                            | –                 |                     | Projekt jeden z życia moment |
| 2012                        | „Ponad tęczą” (gość. W.E.N.A.)                            | –                 |                     | Projekt jeden z życia moment |
| 2014                        | „Niesiemy dla was bombę”                                  | –                 |                     | Kroniki betonowego lasu      |
| 2014                        | „Al Bundy”                                                | –                 |                     | Kroniki betonowego lasu      |
| 2014                        | „Mandala”                                                 | –                 |                     | Magnum Ignotum: Preludium    |
| 2015                        | „Maya”                                                    | –                 |                     | Magnum Ignotum: Preludium    |
| 2015                        | „Żyli wśród róż”                                          | –                 |                     | Magnum Ignotum: Preludium    |
| 2015                        | „Na plaży w Pourville”                                    | –                 |                     | Magnum Ignotum: Preludium    |
| 2015                        | „Za legalizacjom”                                         | –                 |                     | Magnum Ignotum: Preludium    |
| 2016                        | „Umarli poeci”                                            | 8                 |                     | Magnum Ignotum: Preludium    |
| 2017                        | „Alphabet Challange”                                      | –                 |                     | Alphabet Challenge EP        |
| 2017                        | „O’kruca”                                                 | 3                 |                     | Dom otwartych drzwi          |
| 2017                        | „Modern Talking”                                          | –                 |                     | Dom otwartych drzwi          |
| 2017                        | „Parę słów”                                               | –                 |                     | Dom otwartych drzwi          |
| 2017                        | „Dom otwartych drzwi”                                     | –                 |                     | Dom otwartych drzwi          |
| 2017                        | „Wyspa kormoranów”                                        | –                 |                     | Dom otwartych drzwi          |
| 2018                        | „Muzyka miast”                                            | –                 |                     | Latające ryby                |
| 2019                        | „Echo”                                                    | –                 |                     | Latające ryby                |
| 2019                        | „Turoń”                                                   | –                 |                     | Latające ryby                |
| 2019                        | „20”                                                      | –                 |                     | Latające ryby                |
| 2019                        | „Latające ryby”                                           | –                 |                     | Latające ryby                |
| 2020                        | „Wielki Szu”                                              | –                 |                     | Dziadzior                    |
| 2020                        | „Nosorożec Flo”                                           | –                 |                     | Dziadzior                    |
| 2020                        | „Towarzystwo ludzi prostych” (gość. Miły ATZ, Pokahontaz) | –                 |                     | Dziadzior                    |
| 2020                        | „Kubrick”                                                 | –                 |                     | Dziadzior                    |
| 2020                        | „Leśna liga” (gość. Paprodziad)                           | –                 |                     | Dziadzior                    |
| 2020                        | „Hefajstos”                                               | –                 |                     | Dziadzior                    |
| 2021                        | „My pariasi” (oraz Intruz)                                |                   | - ZPAV: złota płyta | Rap najlepszej marki vol. 3  |
| „–” singel nie był notowany |                                                           |                   |                     |                              |

### Inne
| Rok  | Album                                                  | Utwór | Źródło          |
| ---- | ------------------------------------------------------ | --- | --------------- |
| 2000 | Takie chwile – Beat Squad                              | „Takie chwile” (Isaak Mix Czysty) (gościnnie: DonGURALesko) „Takie chwile” (Bonus Remix) (gościnnie: DonGURALesko)                                  | [ 104 ]         |
| 2001 | Nadal lubię... życie inaczej – Beat Squad              | „Familia, kuzyni” (gościnnie: DonGURALesko) „Nadal lubię...” (gościnnie: DonGURALesko) „Niebawem się dowiecie” (gościnnie: Killaz Group, Sanchez)   | [ 105 ]         |
| 2002 | Kodex – White House                                    | „Jestem tym typem” (gościnnie: DonGURALesko) | [ 106 ]         |
| 2002 | JuNouMi Records EP Vol.2 (kompilacja)                  | „Wycinanki rymów” – DonGURALesko | [ 107 ]         |
| 2002 | Klan CD#28 (kompilacja)                                | „Co to za miejsce?” – DonGURALesko | [ 108 ]         |
| 2003 | Uliczny folklor – Ramona 23                            | „Na szczytach mont ewerestu” (gościnnie: DonGURALesko)                                                                                              | [ 109 ]         |
| 2003 | JuNouMi Records EP vol.3 (kompilacja)                  | „Raperzy cwani” – DonGURALesko | [ 110 ]         |
| 2004 | Style (operacja zrób to głośniej) – DJ 600V            | „To jest ten bit ha!” (gościnnie: DonGURALesko) | [ 111 ]         |
| 2004 | PDG rapertuar – Projekt Własny Styl                    | „Flow Show” (gościnnie: DonGURALesko) | [ 112 ]         |
| 2005 | Western – Ramona 23, DJ Soina                          | „Magiczny styl” (gościnnie: DonGURALesko) | [ 113 ]         |
| 2006 | Prowizorka – Bubel                                     | „Zawiecha” (gościnnie: DonGURALesko) | [ 114 ]         |
| 2006 | Hiphopstacja 3 (kompilacja)                            | „Drewnianej małpy rock” – DonGURALesko | [ 115 ]         |
| 2006 | JuNouDet (kompilacja)                                  | „BoomBoxy” – DonGURALesko | [ 116 ]         |
| 2006 | Prosto Mixtape Deszczu Strugi (kompilacja)             | „Ziomek” – DonGURALesko, O.S.T.R., Sokół | [ 117 ]         |
| 2006 | Zaproszenie – Kasia Klich                              | „Kto uratuje” (gościnnie: DonGURALesko) | [ 24 ]          |
| 2006 | Garaże – IGS                                           | „Kunszt” (gościnnie: DonGURALesko, RR Brygada) | [ 118 ]         |
| 2006 | Inni niż wszyscy – Trzeci Wymiar                       | „Wufff!!!” (gościnnie: K.A.S.T.A. Skład, Esee) | [ 119 ]         |
| 2006 | Western 2 – Ramona 23, Kowall                          | „Kowboj” (gościnnie: DonGURALesko) | [ 120 ]         |
| 2007 | Biuro ochrony rapu – Paluch                            | „Wokół mnie” (gościnnie: DonGURALesko) | [ 121 ]         |
| 2007 | Kodex 3: Wyrok – White House                           | „Wyrok” (gościnnie: DonGURALesko) | [ 122 ]         |
| 2007 | Zasada – RR Brygada                                    | „Mam to co mam” (gościnnie: DonGURALesko) | [ 123 ]         |
| 2008 | Kto ma ten przetrwa (Advance) – Instynkt               | „Co nas kręci” (gościnnie: DonGURALesko, Ania Karwan)                                                                                               | [ 124 ]         |
| 2008 | Człowiek z blizną – Massey                             | „FM” (gościnnie: DonGURALesko) | [ 125 ]         |
| 2008 | Czerwonacka masakra Wódką Żołądkową – Ramona 23, Galon | „Gdziekolwiek nie pójdę” [El Polako Exclusive] (gościnnie: DonGURALesko, GP)                                                                        | [ 126 ]         |
| 2008 | Poleż ze mną – Beata Andrzejewska                      | „Poleż ze mną” (Hip-Hop Remix DJ Story) (gościnnie: DonGURALesko)                                                                                   | [ 127 ]         |
| 2009 | Uliczny flowklor – Ramona 23                           | „Płoną wersy” (gościnnie: DonGURALesko) | [ 128 ]         |
| 2009 | Jestem stąd (kompilacja)                               | „Zdarzyło się wczoraj” – DonGURALesko | [ 129 ]         |
| 2009 | Western trylogia – Ramona 23                           | „Magiczny styl” (gościnnie: DonGURALesko) | [ 130 ]         |
| 2009 | Poeci – White House                                    | „Mochnacki” – autor Jan Lechoń (gościnnie: DonGURALesko)                                                                                            | [ 131 ]         |
| 2009 | 13 – Wall-E                                            | „Musisz” (gościnnie: Verte, DonGURALesko) | [ 132 ]         |
| 2009 | Sobotaż – Sobota                                       | „StoProcent 2” (gościnnie: Kool Savas, DonGURALesko, Waldemar Kasta, Rytmus, Bigz)                                                                  | [ 133 ]         |
| 2009 | Nieznośny Mixtape Vol.1 – Massey                       | „FM (Bedwaem Remix)” (gościnnie: DonGURALesko) | [ 134 ]         |
| 2009 | O.R.S. – Grubson                                       | „Moc” (gościnnie: DonGURALesko) | [ 135 ]         |
| 2010 | O czym szumią liście... – Beat Squad                   | „Absynt” (gościnnie: Ceka, DonGURALesko) | [ 136 ]         |
| 2010 | Grube jointy (kompilacja)                              | „El Polako (RMX)” – DonGURALesko | [ 137 ]         |
| 2010 | Mixtape – Rafi, Koni                                   | „Piję łychę” (gościnnie: DonGURALesko) | [ 138 ]         |
| 2010 | Prawda naga – Wall-E                                   | „Król” (gościnnie: DonGURALesko) | [ 139 ]         |
| 2010 | High Quality – Marian Wielkopolski                     | „Blunt” (gościnnie: DonGURALesko) | [ 140 ]         |
| 2011 | PDG Gawrosz – Shellerini                               | „Gra” (gościnnie: DonGURALesko) „Wstań i idź” (gościnnie: DonGuralEsko)                                                                             | [ 141 ]         |
| 2011 | Grube jointy 2: karani za nic (kompilacja)             | „Grube jointy” – DonGURALesko | [ 142 ]         |
| 2011 | Świadectwo – Frenchman                                 | „Pocokomudiss?” (gościnnie: DonGURALesko) | [ 143 ]         |
| 2011 | Kręci mnie vinyl – DJ Soina                            | „Płoną wersy (Blend)” (gościnnie: RY23, DonGURALesko) „Globtrotter” (gościnnie: DonGURALesko, Qlop)                                                 | [ 144 ]         |
| 2011 | WGW – Chada                                            | „Niesiemy prawdę” (gościnnie: Jarecki, Hukos, Sitek, Pezet, Pih, DonGURALesko)                                                                      | [ 145 ]         |
| 2011 | 200 ton – Rafi                                         | „Robimy hity” (gościnnie: DonGURALesko, Shellerini)                                                                                                 | [ 146 ]         |
| 2012 | Kodex 4 – White House                                  | „W górę jadę windą” (gościnnie: DonGURALesko, Grizzlee)                                                                                             | [ 147 ]         |
| 2012 | Równonoc. Słowiańska dusza – Donatan                   | „Budź się” (gościnnie: DonGURALesko, Pezet, Pih) | [ 148 ]         |
| 2013 | Elliminati – Tede                                      | „300 sekund” (gościnnie: DonGURALesko) | [ 149 ]         |
| 2014 | Kodex 5 Elements – White House                         | „Oczy Mona Lisy” (gościnnie: Buszu, Sitek, donGURALesko)                                                                                            | [ 150 ]         |
| 2015 | Koń – Małe Miasta                                      | „Koń” (gościnnie: donGURALesko, RAU, Abel) | [ 151 ]         |
| 2015 | Empire Force One (kompilacja)                          | „Dupa Jak Ty” – donGURALesko | [ 152 ]         |
| 2016 | Nowa Stara Szkoła – The Returners                      | „W imię postępu” (gościnnie: donGURALesko) | [ 153 ]         |
| 2016 | Mam się świetnie – Shellerini                          | „Buzdygan” (gościnnie: donGURALesko, Ero) | [ 154 ]         |
| 2017 | Zła Krew – Pih, Kaczor                                 | „Zapytam Ciebie” (gościnnie: donGURALesko, Ero) | [ 155 ]         |
| 2017 | Red Bus – Michał Urbaniak                              | „Świąteczna Serenada” (gościnnie: donGURALesko) | [ 5 ]           |
| 2018 | White House Connection – White House                   | „Więcej” (gościnnie: donGURALesko, Shellerini, Vae Vistic)                                                                                          | [ 156 ]         |
| 2018 | Kręci Mnie Vinyl 3 – DJ Soina                          | „KMV3” (gościnnie: Kaczor, donGURALesko, Białas) | [ 157 ]         |
| 2018 | DJ Decks Mixtape 6 – DJ Decks                          | „Styl, Rap, Bit, Pasja” (gościnnie: Fokus, Abradab, donGURALesko)                                                                                   | [ 158 ]         |
| 2019 | Renesans – Pokahontaz                                  | „Średniowiecze” (gościnnie: donGURALesko) | [ 159 ]         |
| 2019 | Stamina – Donatan, Robert Lewandowski                  | „Mansa Musa” (gościnnie: donGURALesko, Sitek, Reto) „Mansa Musa – DGE wersja” (gościnnie: donGURALesko, Reto) „Kły” (gościnnie: Cleo, donGURALesko) | [ 160 ] [ 161 ] |
| 2019 | Chada: Jesteś Legendą (kompilacja)                     | „Niesiemy prawdę” – donGURALesko, John Mojo, Zeus, Fresh Polakke                                                                                    | [ 162 ]         |
| 2019 | Alma Mater – Shellerini                                | „Spokój” (gościnnie: donGURALesko) | [ 163 ]         |
| 2020 | Na swoim – Major SPZ                                   | „Forever Young” (gościnnie: donGURALesko) | [ 164 ]         |
| 2020 | DJ Decks Mixtape 7 – DJ Decks                          | „7” (gościnnie: Śliwa, donGURALesko, Słoń, Kaczor, Shellerini, Paluch) „24/7” (gościnnie: M.O.P., Killaz Group)                                     | [ 165 ] [ 166 ] |

## Teledyski
Solowe
| Rok  | Tytuł                                                                 | Reżyseria                         | Album                            | Źródło  |
| ---- | --------------------------------------------------------------------- | --------------------------------- | -------------------------------- | ------- |
| 2002 | „P.D.G.”                                                              | Dariusz Szermanowicz              | Opowieści z betonowego lasu      | [ 167 ] |
| 2003 | „Co to za miejsce”                                                    | Dariusz Szermanowicz              | Opowieści z betonowego lasu      | [ 168 ] |
| 2005 | „Drewnianej małpy rock”                                               | Dariusz Szermanowicz              | Drewnianej małpy rock            | [ 167 ] |
| 2005 | „Cisza / Chropowato”                                                  | Dariusz Szermanowicz              | Drewnianej małpy rock            | [ 167 ] |
| 2008 | „El Polako”                                                           | Flow Media                        | El Polako                        | [ 167 ] |
| 2008 | „Wlot / Wylot”                                                        | Flow Media                        | El Polako                        | [ 167 ] |
| 2010 | „Złote maski”                                                         | Garagesix                         | El Polako                        | [ 169 ] |
| 2010 | „Palę majki”                                                          | Grupa 13                          | Totem leśnych ludzi              | [ 170 ] |
| 2010 | „Betonowe lasy mokną”                                                 | Grupa 13                          | Totem leśnych ludzi              | [ 171 ] |
| 2010 | „Braga 30”                                                            | Wendland Films                    | Totem leśnych ludzi              | [ 172 ] |
| 2011 | „Toczy się” (gościnnie: Miodu)                                        | Wendland Films, Bugar Design      | Zaklinacz deszczu                | [ 173 ] |
| 2011 | „Wszystko jest stanem umysłu”                                         | Smoła Studio                      | Zaklinacz deszczu                | [ 174 ] |
| 2011 | „Szpadymelodia” (gościnnie: DJ SHOW)                                  | Smoła Studio                      | Zaklinacz deszczu                | [ 175 ] |
| 2011 | „Polski Wall Street”                                                  | –                                 | Zaklinacz deszczu                | [ 176 ] |
| 2011 | „Brudna introdukcja” (gościnnie: DJ SHOW)                             | Filip Wendland                    | Zaklinacz deszczu                | [ 177 ] |
| 2011 | „Podróż na wschód”                                                    | Filip Wendland                    | Zaklinacz deszczu                | [ 178 ] |
| 2012 | „Świeci luna”                                                         | Filip Wendland                    | Zaklinacz deszczu                | [ 179 ] |
| 2012 | „Kolor purpury” (gościnnie: Waldemar Kasta, VNM, Wdowa, Brahu, Fokus) | –                                 | Zaklinacz deszczu                | [ 180 ] |
| 2012 | „Nadzieja”                                                            | Filip Wendland                    | Drewnianej małpy rock (reedycja) | [ 181 ] |
| 2012 | „Trochę czasu”                                                        | Grupa 13                          | Projekt jeden z życia moment     | [ 75 ]  |
| 2012 | „Chce Ci dać”                                                         | Anna Mierzwa, Piotr Górny         | Projekt jeden z życia moment     | [ 182 ] |
| 2012 | „Pięć” (gościnnie: Shellerini, Sitek)                                 | –                                 | Projekt jeden z życia moment     | [ 183 ] |
| 2012 | „Mogliśmy wszystko”                                                   | Krzysztof Skonieczny              | Projekt jeden z życia moment     | [ 184 ] |
| 2014 | „Niesiemy dla was bombę”                                              | Krzysztof Skonieczny              | Kroniki betonowego lasu          | [ 185 ] |
| 2014 | „Al Bundy”                                                            | Smoła Studio                      | Kroniki betonowego lasu          | [ 186 ] |
| 2014 | „Mandala”                                                             | Smoła Studio                      | Magnum Ignotum: Preludium        | [ 187 ] |
| 2014 | „#Hot16Challenge”                                                     | –                                 | –                                | [ 188 ] |
| 2015 | „Na plaży w Pourville”                                                | Piotr Górny                       | Magnum Ignotum Preludium         | [ 189 ] |
| 2015 | „Maya”                                                                | Piotr Górny                       | Magnum Ignotum Preludium         | [ 190 ] |
| 2015 | „Reflektory”                                                          | Piotr Górny                       | Magnum Ignotum Preludium         | [ 191 ] |
| 2016 | „Umarli poeci”                                                        | Filip Wendland                    | Magnum Ignotum Preludium         | [ 192 ] |
| 2017 | „O’Kruca”                                                             | Filip Wendland                    | Dom otwartych drzwi              | [ 193 ] |
| 2017 | „Aplhabet Challange”                                                  | Filip Wendland                    | Aplhabet Challange EP            | [ 194 ] |
| 2017 | „Modern Talking”                                                      | Piotr Górny                       | Dom otwartych drzwi              | [ 195 ] |
| 2017 | „Parę słów”                                                           | Piotr Górny                       | Dom otwartych drzwi              | [ 196 ] |
| 2017 | „Dom otwartych drzwi”                                                 | Filip Wendland                    | Dom otwartych drzwi              | [ 197 ] |
| 2017 | „Wyspa kormoranów”                                                    | Lolek                             | Dom otwartych drzwi              | [ 198 ] |
| 2017 | „Tratwa Meduzy”                                                       | Mateusz „Mateo” Rędzioch          | Dom otwartych drzwi              | [ 199 ] |
| 2017 | „Parawany”                                                            | Marcin Mokierów-Czołowski         | Dom otwartych drzwi              | [ 200 ] |
| 2017 | „O’Kruca”                                                             |                                   | Dom otwartych drzwi              |         |
| 2018 | „Gdybym”                                                              | Piotr Górny                       | Dom otwartych drzwi              | [ 201 ] |
| 2018 | „Poczekaj moment”                                                     | Mateusz „Mateo” Rędzioch          | Dom otwartych drzwi              | [ 202 ] |
| 2018 | „Cegła w murze”                                                       | Creatury                          | Dom otwartych drzwi              | [ 203 ] |
| 2018 | „Taka sytuacja”                                                       | Adam Bocheński                    | Dom otwartych drzwi              | [ 204 ] |
| 2018 | „Muzyka miast”                                                        | Filip Wendland                    | Latające ryby                    | [ 205 ] |
| 2019 | „Jeszcze większy świat”                                               | Piotrek Klubicki                  | –                                | [ 206 ] |
| 2019 | „Echo”                                                                | Filip Wendland                    | Latające ryby                    | [ 207 ] |
| 2019 | „Turoń”                                                               | Hero Films                        | Latające ryby                    | [ 208 ] |
| 2019 | „20”                                                                  | makemake, Fundacja Malta, Bękarty | Latające ryby                    | [ 209 ] |
| 2019 | „Latające ryby”                                                       | Piotr Górny                       | Latające ryby                    | [ 210 ] |
| 2019 | „Jonasz”                                                              | Szerszeń                          | Latające ryby                    | [ 211 ] |
| 2019 | „Nie ma takiej ceny”                                                  | Creatury                          | Latające ryby                    | [ 212 ] |
| 2019 | „Migają lampy 2”                                                      | Mateusz „Mateo” Rędzioch          | Latające ryby                    | [ 213 ] |
| 2019 | „Podróż do źródeł czasu”                                              | Mateusz „Mateo” Rędzioch          | Latające ryby                    | [ 214 ] |
| 2019 | „Powidoki”                                                            | Szerszeń                          | Latające ryby                    | [ 215 ] |
| 2019 | „Upadek”                                                              | Bart Sucharski, Michał Kuls       | Latające ryby                    | [ 216 ] |
| 2020 | „Archipelag Wysp Szczęśliwych”                                        | Filip Wendland                    | Latające ryby                    | [ 217 ] |
| 2020 | „Wielki Błękit”                                                       | Filip Wendland                    | Latające ryby                    | [ 218 ] |
| 2020 | „Nosorożec Flo”                                                       | Szerszeń                          | Dziadzior                        | [ 219 ] |
| 2020 | „Towarzystwo Ludzi Prostych” (gość. Miły ATZ, Pokahontaz)             | Mateusz „Mateo” Rędzioch          | Dziadzior                        | [ 220 ] |
| 2020 | „Kubrick”                                                             | Mateusz „Mateo” Rędzioch          | Dziadzior                        | [ 221 ] |
| 2020 | „Leśna Liga” (gość. Paprodziad)                                       | Mateusz „Mateo” Rędzioch          | Dziadzior                        | [ 222 ] |
| 2020 | „Hefajstos”                                                           | Szerszeń                          | Dziadzior                        | [ 101 ] |
| 2020 | „Wschód”                                                              | Filip Bartczak                    | Dziadzior                        | [ 223 ] |
| 2020 | „Testament”                                                           | Mateusz „Mateo” Rędzioch          | Dziadzior                        | [ 224 ] |
| 2020 | „Yabadabadoo”                                                         | Adam Bocheński                    | Dziadzior                        | [ 225 ] |
| 2020 | „Biały Lew” (gość. Lua Preta)                                         | Jaco Jest Jak                     | Dziadzior                        | [ 226 ] |
| 2020 | „Książki ważkie”                                                      | Piotr Górny                       | Dom otwartych drzwi              | [ 227 ] |
| 2020 | „Układ nagrody”                                                       | Szerszeń                          | Dziadzior                        | [ 228 ] |
| 2020 | „Ostatnia ryba”                                                       | Piotr Górny                       | Latające ryby                    | [ 229 ] |
| 2020 | „Napad”                                                               |                                   | Dziadzior                        |         |

Współpraca
| Rok  | Tytuł                                                      | Reżyseria                | Album                                          | Źródło  |
| ---- | ---------------------------------------------------------- | ------------------------ | ---------------------------------------------- | ------- |
| 2006 | „Jointy, konserwy, muzyka bez przerwy” (oraz DJ Kostek)    | Dariusz Szermanowicz     | Jointy, konserwy, muzyka bez przerwy           | [ 167 ] |
| 2006 | „Gural Raz” (oraz DJ Kostek)                               | Grupa 13                 | Jointy, konserwy, muzyka bez przerwy           | [ 230 ] |
| 2006 | „Sabasan” (oraz DJ Kostek)                                 | Grupa 13                 | Jointy, konserwy, muzyka bez przerwy           | [ 230 ] |
| 2007 | „Otoczony oceanem” (oraz Matheo)                           | Dariusz Szermanowicz     | Manewry mixtape. Z cyklu janczarskie opowieści | [ 167 ] |
| 2008 | „Poznański stan świadomości” (oraz Matheo)                 | Filip Tymczyszyn         | Manewry mixtape. Z cyklu janczarskie opowieści | [ 167 ] |
| 2009 | „Wznieście ręce powietrze” (oraz Matheo, gościnnie: Pezet) | Flow Media               | Inwazja porywaczy ciał                         | [ 231 ] |
| 2009 | „Idziemy po swoje” (oraz Matheo)                           | Grupa 13                 | Inwazja porywaczy ciał                         | [ 230 ] |
| 2009 | „Ekwador” (oraz Matheo)                                    | Grupa 13                 | Inwazja porywaczy ciał                         | [ 230 ] |
| 2013 | „Jak mam nie przeklinać” (oraz DJ Tuniziano)               | Filip Wendland           | NasGuralAz                                     | [ 232 ] |
| 2019 | „Zajkokokorajko” (oraz Matheo)                             | Mateusz „Mateo” Rędzioch | –                                              | [ 233 ] |
| 2019 | „Teraz” (oraz Matheo)                                      | 9LITER Filmy             | Miłość, szmaragd i krokodyl                    | [ 234 ] |
| 2019 | „Palę dym wale płyn / Co” (oraz Matheo)                    | HDSCVM                   | Miłość, szmaragd i krokodyl                    | [ 235 ] |
| 2019 | „Spitfire” (oraz Matheo, gościnnie: Shellerini)            | Creatury                 | Miłość, szmaragd i krokodyl                    | [ 236 ] |
| 2019 | „Robię rap” (oraz Matheo, gościnnie: JWP)                  | Marathon                 | Miłość, szmaragd i krokodyl                    | [ 237 ] |
| 2019 | „Się na tym nie znam” (oraz Matheo)                        | Szerszeń                 | Miłość, szmaragd i krokodyl                    | [ 238 ] |
| 2020 | „Yabadabadoo” (oraz DJ Soina)                              | Zmiana Planszy           | Elpolako Mixtape                               | [ 239 ] |
| 2020 | „Normalnie” (oraz Matheo, gościnnie: Sitek)                | Mateusz „Mateo” Rędzioch | Miłość, szmaragd i krokodyl                    | [ 240 ] |
| 2020 | „Wielkie rzeczy” (oraz Matheo)                             | Marathon                 | Vrony i Pro-tony                               | [ 241 ] |
| 2020 | „Wahadełko” (oraz Matheo)                                  | Marathon                 | Vrony i Pro-tony                               | [ 242 ] |
| 2020 | „Pipa, lampa, oranżada” (oraz Matheo)                      | Mania Studio             | Vrony i Pro-tony                               | [ 243 ] |

Gościnnie
| Rok  | Tytuł | Reżyseria         | Album                      | Źródło  |
| ---- | --- | ----------------- | -------------------------- | ------- |
| 2007 | „Wyrok” – White House (gościnnie: donGuralesko, Fokus) „Siła-z-pokoju” (gościnnie: Grubson, Junior Stress) | Łukasz Tunikowski | Kodex 3: Wyrok             | [ 167 ] |
| 2009 | „Mochnacki” – White House (gościnnie: donGuralesko)                                                        | Grupa 13          | Poeci                      | [ 244 ] |
| 2012 | „W górę jadę windą” – White House (gościnnie: DonGuralEsko, Grizzlee)                                      | Dirt Video        | Kodex 4                    | [ 245 ] |
| 2012 | „Budź się” – Donatan (gościnnie: DonGURALesko, Pezet, Pih)                                                 | Piotr Smoleński   | Równonoc. Słowiańska dusza | [ 246 ] |
| 2012 | „Słowiańska krew” – Donatan (gościnnie: DonGURALesko, Kaczor, Shellerini, Ry23, Rafi)                      | Piotr Smoleński   | Równonoc. Słowiańska dusza | [ 247 ] |
| 2014 | „Oczy Mona Lisy” – White House (gościnnie: Buszu, Sitek, donGURALesko)                                     | Grupa 13          | Kodex 5 Elements           | [ 248 ] |
| 2015 | „Magazynek” – Tasty Beatz (gościnnie: donGURALesko, Kaczor)                                                | Filip Wendland    | –                          | [ 249 ] |
| 2016 | „Buzdygan” – Shellerini (gościnnie: donGURALesko, Ero)                                                     | Filip Wendland    | Mam się świetnie           | [ 250 ] |
| 2017 | „Zapytam Ciebie” – Kaczor, Pih (gościnnie: donGURALesko, Ero)                                              | ML Filmz          | Zła Krew EP                | [ 251 ] |
| 2017 | „Świąteczna serenada” – Michał Urbaniak (gościnnie: donGURALesko)                                          | Maciej Szustak    | Red Bus EP                 | [ 252 ] |
| 2018 | „Wszystko jedno / Więcej” – White House (gościnnie: PlanBe, donGURALesko)                                  | sensi&            | White House Connection     | [ 253 ] |
| 2018 | „KMV3” – Dj Soina (gościnnie: donGURALesko, Białas, Kaczor)                                                | Creatury          | Kręci Mnie Vinyl 3         | [ 254 ] |
| 2018 | „Prze / Styl, rap, bit, pasja” – DJ Decks (gościnnie: Kuba Knap, Ero, donGURALesko)                        | 9Liter Filmy      | DJ Decks Mixtape 6         | [ 255 ] |
| 2019 | „Średniowiecze” – Pokahontaz (gościnnie: donGURALesko)                                                     | Pokahontaz        | Renesans                   | [ 256 ] |
| 2019 | „Mansa Musa” – Donatan, Robert Lewandowski (gościnnie: donGURALesko, Sitek, ReTo)                          | Michał Konrad     | Stamina                    | [ 257 ] |
| 2019 | „Mansa Musa – DGE wersja” – Donatan, Robert Lewandowski (gościnnie: donGURALesko, ReTo)                    | Michał Konrad     | Stamina                    | [ 258 ] |
| 2019 | „Kły” – Donatan, Robert Lewandowski (gościnnie: Cleo, donGURALesko)                                        | Michał Konrad     | Stamina                    | [ 259 ] |
| 2020 | „7” – DJ Decks (gościnnie: Śliwa, donGURALesko, Słoń, Kaczor, Shellerini, Paluch)                          | 9Liter Filmy      | DJ Decks Mixtape 7         | [ 260 ] |
| 2020 | „24/7” – DJ Decks (gościnnie: M.O.P., Killaz Group)                                                        | 9Liter Filmy      | DJ Decks Mixtape 7         | [ 261 ] |
| 2020 | „Hope” – Supermonkey Death Grip (gościnnie: donGURALesko)                                                  |                   | And so It Begins           | [ 262 ] |

Inne
| Rok  | Tytuł                                                           | Reżyseria      | Album                 | Źródło  |
| ---- | --------------------------------------------------------------- | -------------- | --------------------- | ------- |
| 2015 | „Dupa jak ty” – Donguralesko, Matheo                            | Adam Bocheński | Empire Force One      | [ 263 ] |
| 2019 | „Nesiemy prawdę” – Donguralesko, John Mojo, Zeus, Fresh Polakke | Ace Of Art     | Chada: Jesteś legendą | [ 264 ] |

## Nagrody i wyróżnienia
| Rok  | Kategoria                                          | Nagroda                              | Uwagi      | Źródło  |
| ---- | -------------------------------------------------- | ------------------------------------ | ---------- | ------- |
| 2006 | Polska Produkcja Roku (Drewnianej małpy rock)      | Rapgra Awards 2005                   | 1. miejsce | [ 265 ] |
| 2011 | Artysta Roku 2010                                  | Podsumowanie 2010 / Poznanskirap.com | 1. miejsce | [ 266 ] |
| 2011 | Album Roku 2010 (Inwazja porywaczy ciał)           | Podsumowanie 2010 / Poznanskirap.com | 3. miejsce | [ 266 ] |
| 2011 | Freestyle’owiec Roku 2010                          | Podsumowanie 2010 / Poznanskirap.com | 2. miejsce | [ 266 ] |
| 2011 | Teledysk Roku 2010 („Idziemy po swoje”)            | Podsumowanie 2010 / Poznanskirap.com | 3. miejsce | [ 266 ] |
| 2012 | Teledysk Roku 2011 („Wszystko jest stanem umysłu”) | Podsumowanie 2011 / Poznanskirap.com | 9. miejsce | [ 267 ] |
| 2012 | Teledysk Roku 2011 („Szpadymelodia”)               | Podsumowanie 2011 / Poznanskirap.com | 6. miejsce | [ 267 ] |
| 2012 | Zespół/Artysta Roku 2011                           | Podsumowanie 2011 / Poznanskirap.com | 5. miejsce | [ 268 ] |
| 2012 | Album Roku 2011 (Zaklinacz deszczu)                | Podsumowanie 2011 / Poznanskirap.com | 6. miejsce | [ 269 ] |
| 2013 | Album roku (Projekt jeden z życia moment)          | Podsumowanie 2012 / Poznanskirap.com | 2. miejsce | [ 270 ] |
| 2013 | Artysta roku                                       | Podsumowanie 2012 / Poznanskirap.com | 2. miejsce | [ 271 ] |
| 2013 | Teledysk roku („Chcę Ci dać”)                      | Podsumowanie 2012 / Poznanskirap.com | 1. miejsce | [ 272 ] |
| 2013 | Teledysk roku („Mogliśmy wszystko”)                | Podsumowanie 2012 / Poznanskirap.com | 5. miejsce | [ 272 ] |
| 2013 | Teledysk roku („Trochę czasu”)                     | Podsumowanie 2012 / Poznanskirap.com | 8. miejsce | [ 272 ] |
| 2013 | Teledysk roku („Pięć”)                             | Podsumowanie 2012 / Poznanskirap.com | 4. miejsce | [ 272 ] |

## Filmografia
| Rok  | Tytuł          | Uwagi                                                           | Źródło  |
| ---- | -------------- | --------------------------------------------------------------- | ------- |
| 2006 | „Ziomek”       | rola dubbingowana, serial animowany, reżyseria: Laurent Nicolas | [ 273 ] |
| 2018 | „Blok. Muzyka” | film dokumentalny, reżyseria: Tomasz Knittel                    | [ 274 ] |